# Canada ai VI Giochi olimpici invernali
Il Canada partecipò ai VI Giochi olimpici invernali, svoltisi a Oslo, Norvegia, dal 14 al 25 febbraio 1952, con una delegazione di 39 atleti impegnati in sei discipline.

## Medagliere

### Per discipline
| Sport                   | Oro | Argento | Bronzo | Totale |
| ----------------------- | --- | ------- | ------ | ------ |
| Hockey su ghiaccio      | 1   | 0       | 0      | 1      |
| Pattinaggio di velocità | 0   | 0       | 1      | 1      |
| Totale                  | 1   | 0       | 1      | 2      |

### Medaglie
| Medaglia | Atleta | Sport                   | Evento         |
| -------- | --- | ----------------------- | -------------- |
| Oro      | George Abel Jack Davies Billy Dawe Bruce Dickson Don Gauf Billy Gibson Ralph Hansch Bob Meyers David Miller Eric Paterson Tom Pollock Al Purvis Gordie Robertson Louis Secco Frank Sullivan Bob Watt | Hockey su ghiaccio      | Torneo         |
| Bronzo   | Gordon Audley | Pattinaggio di velocità | 500 m maschile |